# Pietro Carnesecchi
Pietro Carnesecchi (Florencia, 24 de diciembre de 1508 - Roma, 1 de octubre de 1567) fue un humanista italiano y discípulo de Juan de Valdés, que fue ejecutado por su ideas a favor de la Reforma Protestante en los Estados Pontificios. 

## Biografía

### Infancia y juventud
Pietro Carnesecchi nació en la ciudad de Florencia el 24 de diciembre de 1508, en el seno de una familia noble florentina. Su padre era un mercader llamado Andrea di Simone Carnesecchi y su madre era Ginevra Tani. A través de los años, su padre, recibió el patrocinio de la familia Médici, en especial de Julio de Médici —más conocido como el papa Clemente VII—, quien le permitió alcanzar un cargo alto en la corte papal.
Durante su niñez fue educado en Roma bajo la supervisión de su tío materno, el cardenal Bernardo Dovizzi y alcanzó los cargos de notario, protonotario apostólico en la Curia Romana y primer secretario del papa. Esto le permitió responsabilizarse de la correspondencia del sumo pontífice romano con los nuncios apostólicos (entre ellos Pier Paolo Bergario en Alemania) y formar parte de otras labores importantes durante el papado de Clemente VII.

### Carrera política y obligaciones con la Curia Romana
Debido a su conducta durante una audiencia con Francisco I de Francia, en la ciudad de Marsella, obtuvo la aceptación y la amistad de Catalina de Médici y de otros personajes influyentes de la corte francesa, quienes más tarde le protegieron durante sus años de exilio. Sin embargo, con el fallecimiento de Clemente VII en el año de 1534 y el ascenso del papa Paulo III, Carnesecchi fue destituido de sus obligaciones con la curia, y decidió retirase a una vida secular, alejada de la política.

### Influencia Valdesiana
Con el transcurso del tiempo conoció en Roma al reformador español Juan de Valdés, aunque con más profundidad como teólogo en Nápoles, en 1540, siendo Carnesecchi atraído inicialmente por la admiración y aprecio expresados por su amigo Bernardino Ochino y su amiga mutua Giulia Gonzaga. Después de fraternizar con Valdés, Carnesecchi decidió unirse al círculo de los valdesianos, en 1540, siguiendo las exhortaciones espirituales de Valdés hacia la búsqueda de una luz interior bajo una religión no dogmática. Con la muerte de Juan de Valdés en 1541, Carnesecchi se convirtió en el consejero espiritual de Giulia Gonzaga. De esta manera fue uno de los seguidores más importantes del movimiento literario y religioso de Valdés en Nápoles, el cual estaba dirigido a que se efectuara una reforma espiritual interna de la Iglesia.
Bajo la influencia de Valdés aceptó la doctrina Luterana de la justificación mediante la fe, a pesar de que repudiaba la política del Cisma.
Carnesecchi también fue amigo íntimo de la poetisa Vittoria Colonna, desde que la conoció en la ciudad de Fondi, en 1535.
Cuando el movimiento de supresión inició, Carnesecchi fue implicado. Por un tiempo encontró refugio con sus amigos en París, y desde 1552 se estableció en Venecia, liderando un partido de reforma en la ciudad. En este periodo publicó algunas de las obras de Valdés. En 1557 fue citado (por segunda ocasión) ante el tribunal de Roma, pero rehusó aparecer. La muerte del Papa Paulo IV y el ascenso del Papa Pío IV en 1559 facilitó su posición y regresó a vivir en Roma. Con el consentimiento del Papa Pío V en 1565, la Inquisición restauró sus actividades con un entusiasmo más intenso a comparación con el pasado.

### Fallecimiento
Carnesecchi se encontraba en Venecia, cuando las noticias le llegaron, y huyó a Florencia, pensando que estaría seguro, no obstante, fue traicionado por el Gran Duque Cosme I de Médici, quien buscaba agradar y obtener los favores del Papa. A partir de julio de 1566, Carnesecchi estuvo en prisión por un periodo de aproximadamente un año. El 21 de septiembre de 1567, la sentencia de degradación y muerte fue establecida sobre él y otros 16 individuos, embajadores de Florencia quienes inútilmente se arrodillaron ante el Papa para solicitar algún tipo de mitigación. 
Consecuentemente, fue condenado como un hereje obstinado, debido a que rehusó en reiteradas ocasiones y bajo tortura indicar la identidad o incriminar a sus colaboradores. En el transcurso del juicio, Carnesecchi intentó justificarse y defenderse ante la inquisición para evitar la sentencia de muerte. El 1 de octubre de 1567, Pietro Carnesecchi fue decapitado y quemado públicamente junto con el fraile Giulio Maresio en el Puente Sant'Angelo en Roma.